# Luis Juárez
Luis Juárez de Alcaudete (ca. 1585-1639) fue uno de los pintores novohispanos del siglo XVII. Desde 1615 encontramos sus obras en retablos, oleos sobre madera y tela. Fue padre de José Juárez y bisabuelo de Juan Rodríguez Juárez.

## Biografía
Luis Juárez, se desconoce su lugar de nacimiento. Se presume que nació en Alcaudete, Andalucía ya que cuando contrajo matrimonio con Elena Vergara en su mandamiento figuraba el apellido Alcaudete que pertenece al municipio de Alcaudete en Andalucía. Desde 1615 empezó a pintar retablos, entre algunos de los retablos que hizo se encuentran el del mayor de los jesuitas de Zacatecas, el de la iglesia de San José de las Carmelitas Descalzas y finalizó el retablo de la iglesia de las monjas de Jesús María. Su estilo está asociado a Baltazar de Echave Orio y a Alonso Vázquez. Fue el pintor favorito por el templo de San José, antes Santa Teresa la Antigua, en un contrato se le asigna la encomienda de crear 24 lienzos para dicho templo con un pago de 2000 pesos.

## Obras
- Aparición del niño Jesús a San Antonio de Padua
- La Anunciación
- San Miguel Arcángel y el ángel de la Guarda
- El matrimonio místico de santa Catalina de Alejandría
- La oración en el huerto
- Aparición de la Virgen a San Idelfonso
- La Dama del Relicario
- Retrato "Lucrecia Treviño"

## Galería

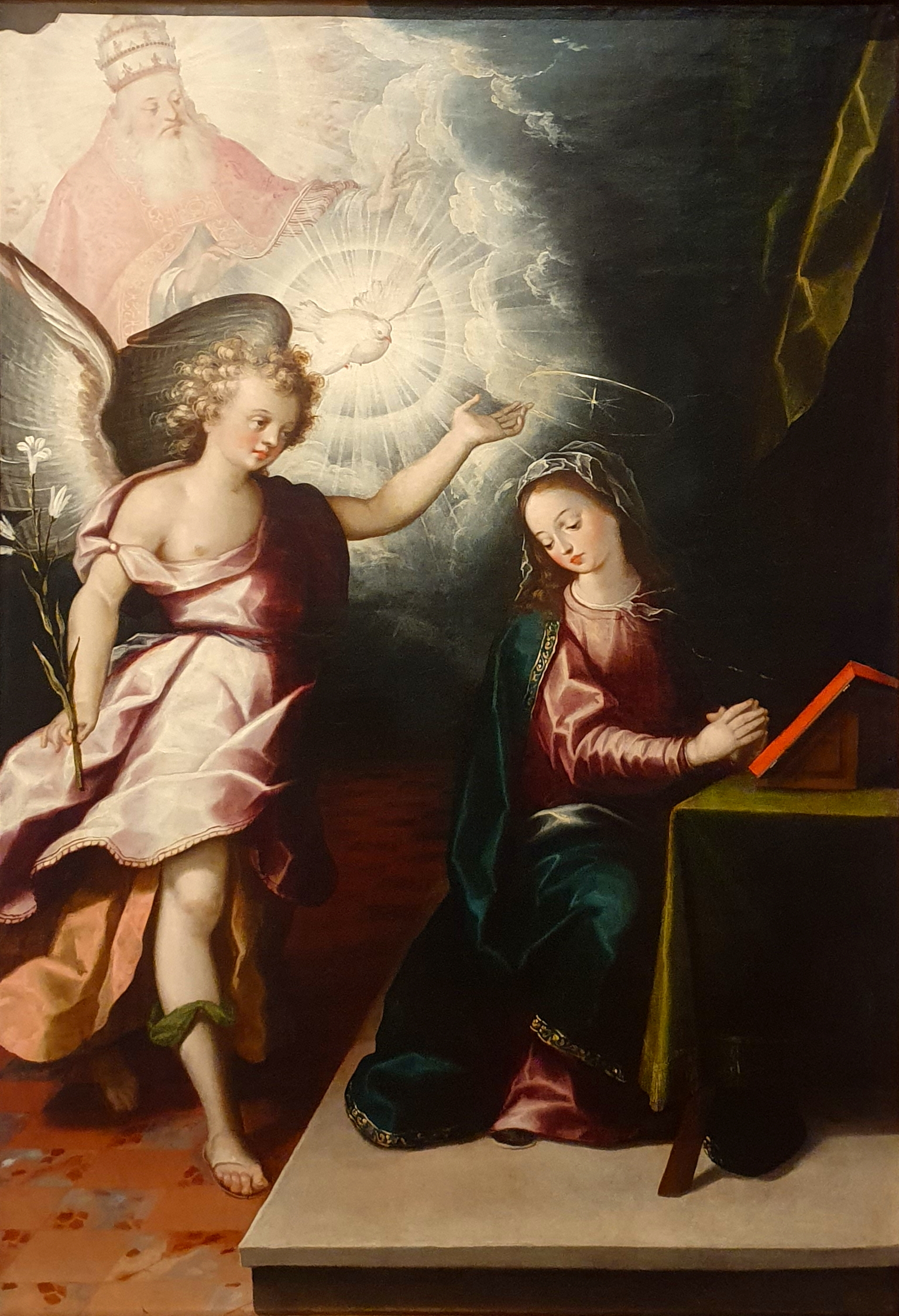
La anunciación
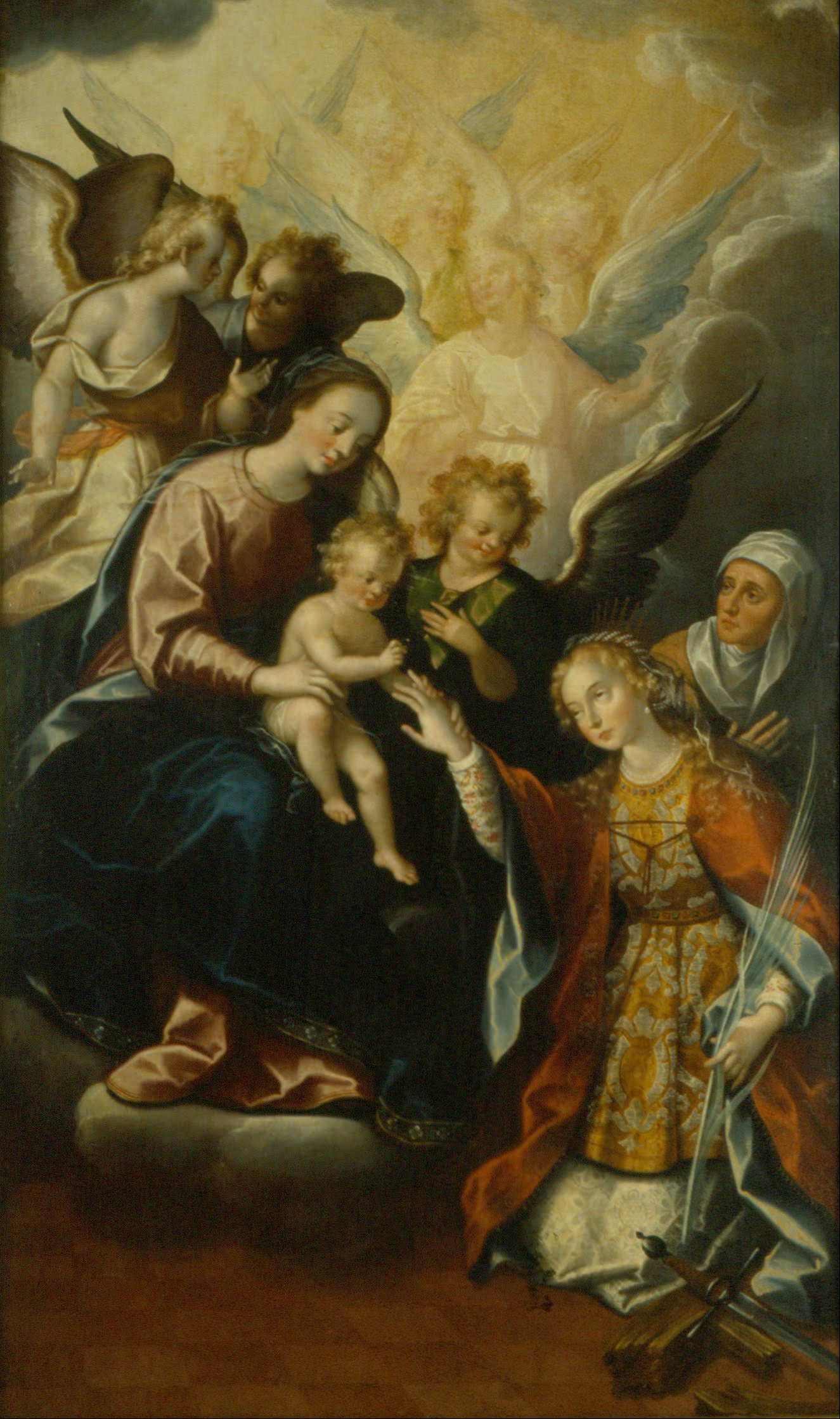
El matrimonio místico de santa Catalina de Alejandría
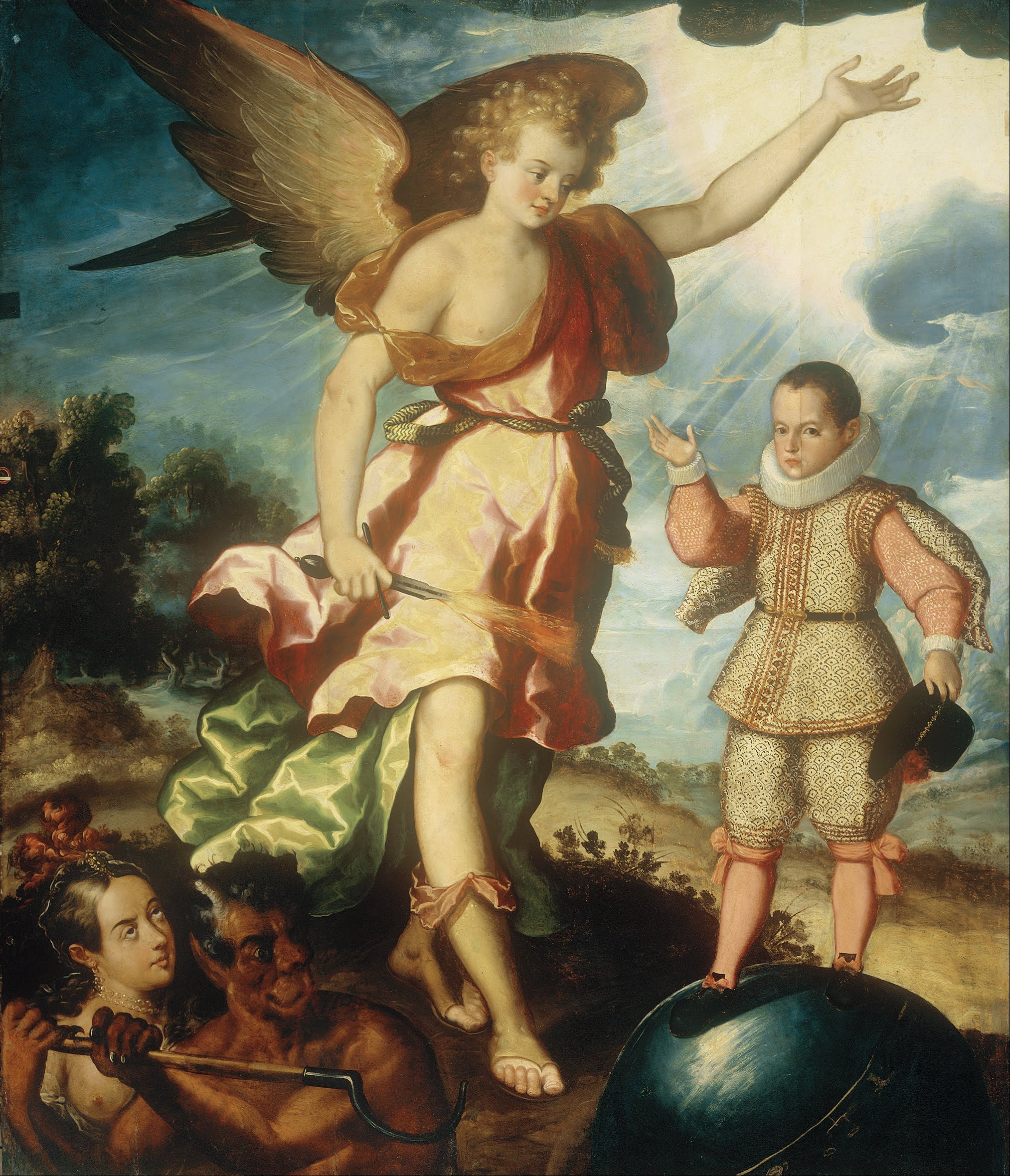
El ángel de la guarda
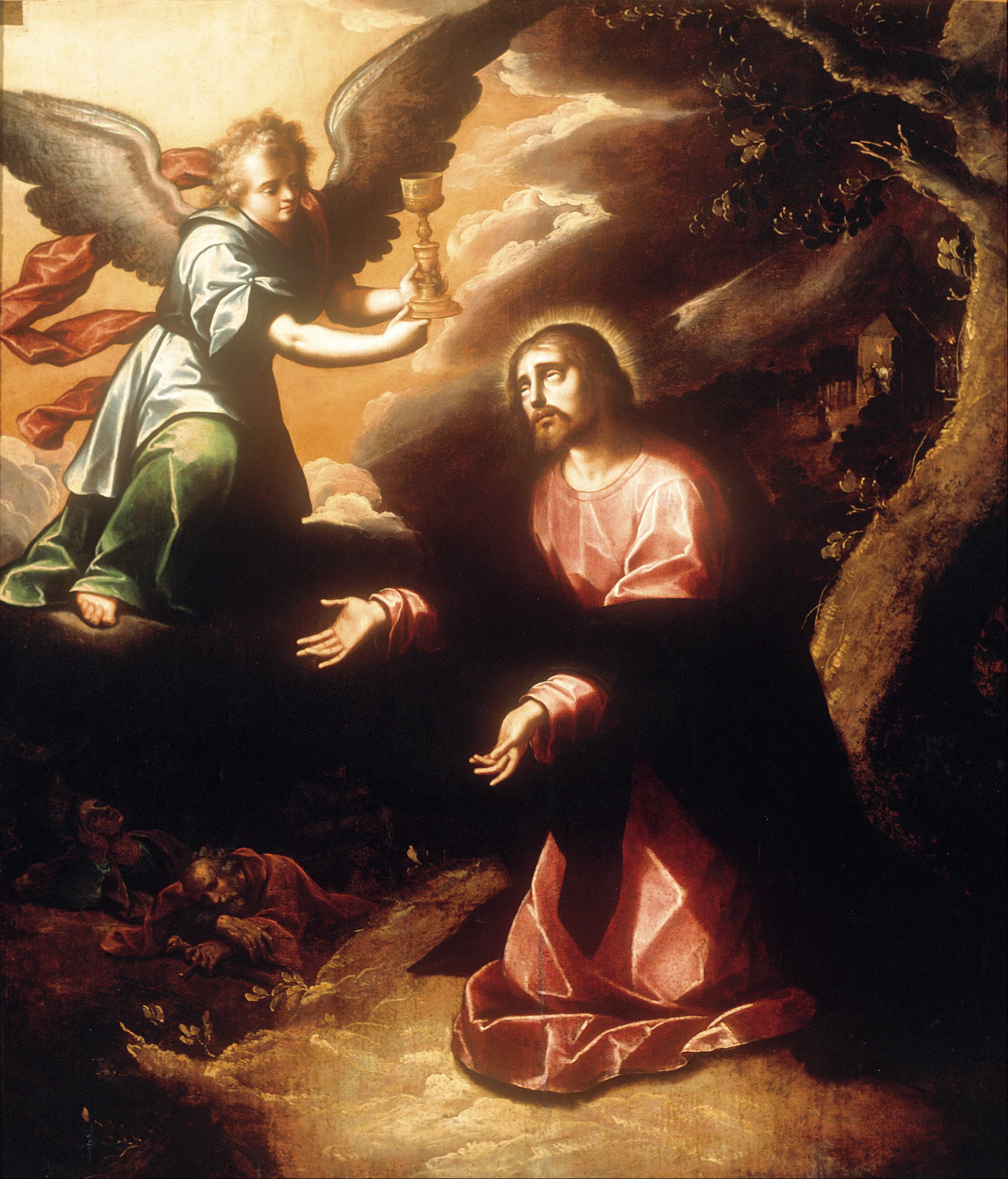
La oración en el huerto
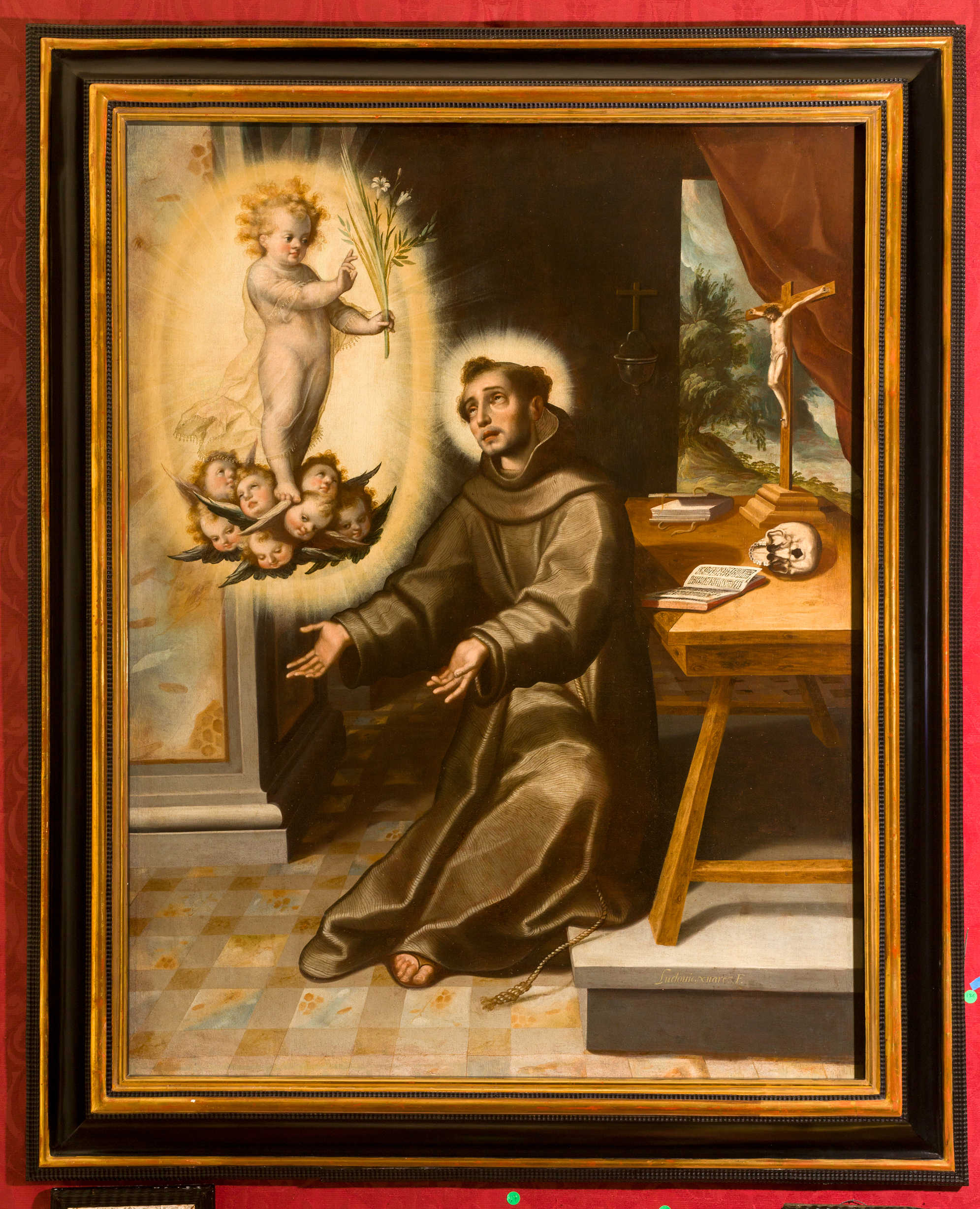
San Antonio y el Niño